# Prix Mottart
Le prix Mottart de l'Académie française est un prix annuel de soutien à la création littéraire créé en 1965 par la fondation Mottart. Il est actuellement doté de 4 000 euros.

## Liste des lauréats

### Années 1960
- 1965 : 
  - Mme Émile Gallois pour l'ensemble de son œuvre
  - Paul Maudonnet (1919-2010) pour Moulins à vent en Anjou
  - René Philombé pour l'ensemble de son œuvre
  - Mme Jean Soulairol pour l'ensemble de son œuvre
- 1967 :  
  - Pierre Bouchoulle pour Saujon et le Cardinal de Richelieu
  - Jules Chaix-Ruy (1896-1986) pour Pirandello, Humour et Poésie
  - Robert Darcy pour Histoire de Mimine
  - Armand Got pour Sa Majesté la Truffe
  - Germaine Lot pour René Descartes
  - Jean Portail (1894-19..) pour La Savoie
  - Marise Querlin pour La Princesse Mathilde
  - David Scheinert pour La Contre-Saison
- 1969 : 
  - Abel Désiré Doysié (1886-1973) pour L’Appel secret

### Années 1980
- 1981 :
  - Louis Fafournoux pour Le visiteur apostolique
  - Michel Laurencin pour La vie quotidienne en Touraine au temps de Balzac
  - Victor de Pange (1923-1984) pour Le plus beau de toutes les fêtes
  - Odette et Alain Virmaux ((19..-1996 et 1928-2013) pour Artaud. Un bilan critique
- 1982 : 
  - Marcel Bernos pour Recherches sur l’ordre des Servites en Provence (1483-1720)
  - Jean Epois pour L’affaire Corday-Marat
  - Joël H. Grisward pour Archéologie de l’épopée médiévale
  - Alain de Lattre pour La doctrine de la réalité chez Proust
  - Serge Rezvani pour Le testament amoureux
  - André Sernin pour L’apprenti philosophe
- 1983 :
  - Chanoine Léon Billet pour Les quatre troubadours d’Ussel. La maison d’Ussel
  - Pierre Bourgeade pour Les Serpents
  - Arnaud Chaffanjon et Bertrand Galimard Flavigny (1947-....) pour Ordres et contre-ordres de Chevalerie
  - Pierre Guiral et Guy Thuillier pour La vie quotidienne des professeurs de 1870 à 1940
  - Alexandre Paternotte de la Vaillée (1923-2014) pour L’hôtel de La Marck, Ambassade de Belgique
  - Pierre Vidal-Naquet pour Le chasseur noir
- 1984 : 
  - Emmanuel Bourassin pour Philippe le Bon, le Grand Lion des Flandres
  - Claude-Henri Frèches (1914-2006) pour Antonio José da Silva et l’Inquisition
  - Jean-Claude Frère pour La victoire ou la mort, histoire de Robespierre et la Révolution
  - Jean-François Solnon pour Quand la Franche-Comté était espagnole
- 1985 : 
  - Laure Beaumont-Maillet pour Paris inconnu
  - Roger Bonniot (1908-2001) pour Émile Gaboriau ou la naissance du roman policier
  - François Pédron pour Louise Labé, la femme d’amour
  - Michel Rio pour Alizés
- 1987 : 
  - Gabriel Matzneff
  - Josefina Pla
- 1988 : 
  - Michel Doury pour Vive L’empereur
  - Alain Gerber pour La Trace aux esclaves
  - Françoise de Maulde (1959-....) pour Passage des aveux
- 1989 :
  - Evane Hanska pour La Romance de la Goulue
  - Dominique Muller pour Danger public
  - Alain Paucard pour Éloge de la faiblesse

### Années 1990
- 1990 :
  - René Frégni pour Tendresse des loups
  - Maurice Olender pour Les langues du Paradis
  - Jean Rolin pour l'ensemble de ses ouvrages
  - Jacques Suffel pour l'ensemble de ses travaux
- 1991 : 
  - Odette Abbate pour l'ensemble de ses ouvrages
  - Yves Plumey pour Mission Tchad-Cameroun
  - Jacques Suffel pour l'ensemble de ses travaux
  - Henri Thomas pour l'ensemble de son œuvre
- 1992 : 
  - Pierre Charras pour ses deux ouvrages
  - Paul Sérant pour l'ensemble de son œuvre
- 1993 :
  - Marlène Amar (1949-....) pour La Femme sans tête
  - Monastère de l'icône de Znaménié pour Marcenat, des origines à nos jours
- 1994 : 
  - Pierre Béarn pour l'ensemble de son œuvre
  - Jean-Clarence Lambert pour l'ensemble de son œuvre
  - Jeanine Sabatier pour l'ensemble de ses ouvrages
- 1995 : 
  - Jean-Claude Andro
  - Lakis Proguidis pour l'ensemble de son œuvre
- 1996 : Jean Laugier pour l'ensemble de son œuvre
- 1997 : Lakis Proguidis pour l'ensemble de ses travaux
- 1998 :
  - Martine Broda pour L’Amour du nom
  - Shan Sa pour Porte de la paix céleste
- 1999 : Gérard Boutet pour Dictionnaire des métiers de la France rurale

### Années 2000
- 2000 : Alexandre Jollien pour l'ensemble de ses travaux
- 2001 : Lakis Proguidis pour l'ensemble de ses travaux
- 2002 : Frédérique Neau-Dufour pour Ernest Psichari. L’ordre et l’errance
- 2004 : Lucien d'Azay pour Tibulle à Corfou
- 2005 : Raoul Mille pour Le roman de Marie Bashkirstseff
- 2006 : Raphaël Lahlou pour l'ensemble de ses travaux
- 2007 : Arnaud Tripet (1931-....) pour Écrivez-moi de Rome... Le mythe romain au fil du temps
- 2008 : Christophe Bigot pour L’Archange et le Procureur
- 2009 : Gaspard-Marie Janvier alias Hubert Aupetit pour Le Dernier Dimanche

### Années 2010
- 2010 : Bernard Chapuis pour Le Rêve entouré d'eau
- 2011 : Stéphane Corvisier (1973-....) pour Reine de nuit
- 2012 : Yves di Manno pour la traduction de l’œuvre poétique de George Oppen
- 2013 : Arthur Dreyfus pour Belle famille
- 2014 : Pierre Mérot pour Toute la noirceur du monde
- 2015 : Régis Franc pour Jamais les papillons ne voyagent
- 2016 : Alain Blottière pour Comment Baptiste est mort
- 2017 : François Garde pour L’Effroi
- 2018 : Adeline Baldacchino pour Celui qui disait non
- 2019 : Guy Boley pour Quand Dieu boxait en amateur

### Années 2020
- 2020 : Jean-François Roseau pour La Jeune Fille au chevreau
- 2021 : Pierre Ducrozet pour Le Grand Vertige
- 2022 : Salomé Baudino pour Le Syndrome des cœurs brisés
- 2023 : Erwan Barillot pour Moi, Omega
- 2024 : Mokhtar Amoudi pour Les Conditions idéales
- 2025 : Ruben Barrouk pour Tout le bruit du Guéliz